# R-Coronae-Borealis-Stern

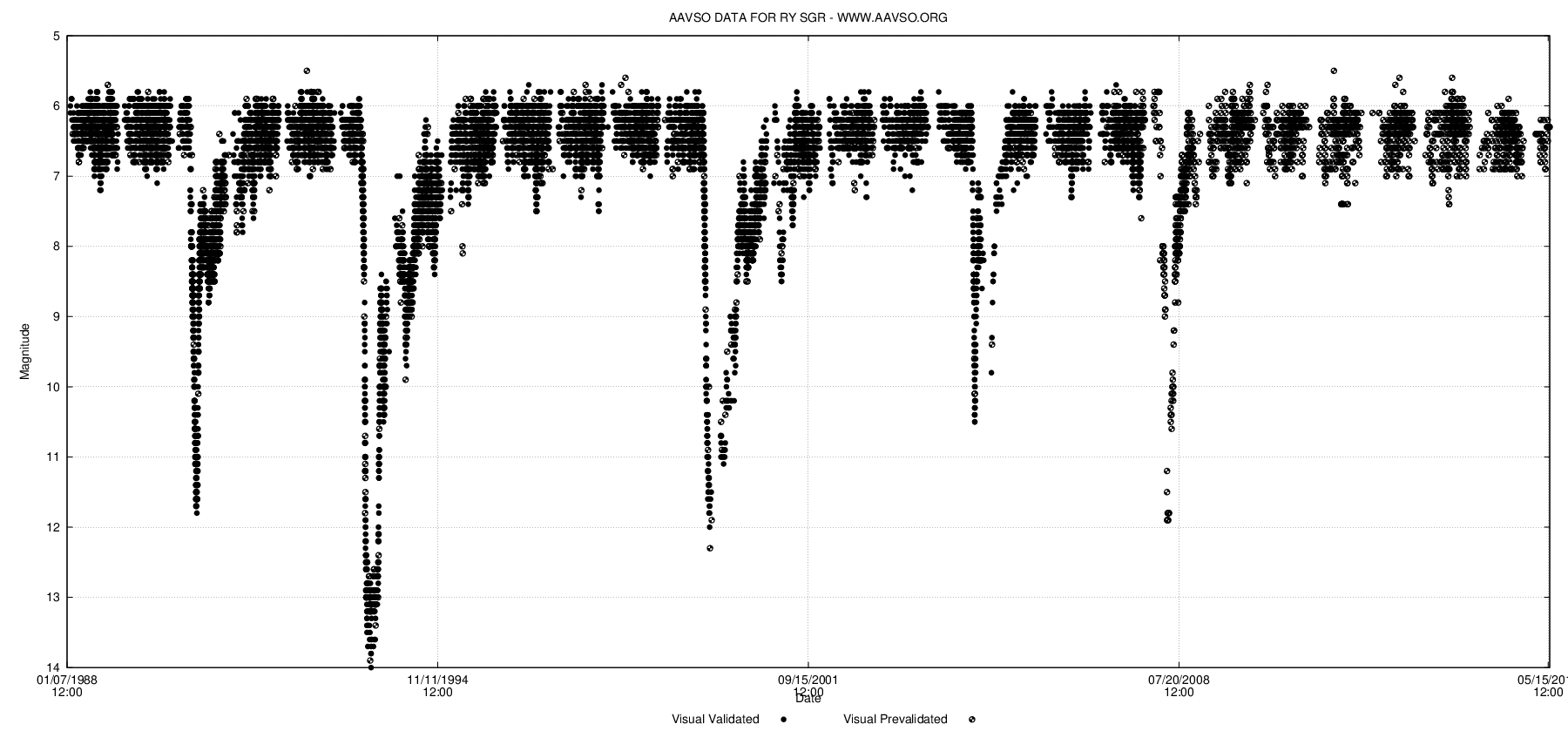
Typische Lichtkurve eines R-Coronae-Borealis-Sterns, hier von RY Sagittarii im Zeitraum 1988–2015

R-Coronae-Borealis-Sterne (nach ihrem Prototyp R Coronae Borealis; GCVS-Systematikkürzel: RCB) sind Sterne, deren Helligkeit in unregelmäßigen Abständen stark abnimmt.
R Coronae Borealis-Sterne gehören zur Klasse der eruptiv Veränderlichen. Sie sind wasserstoffarme gelbe Überriesen der Spektraltypen F oder G mit einer kohlenstoffreichen Atmosphäre. Die Helligkeitsabfälle sind wahrscheinlich auf Rußwolken zurückzuführen, die in unregelmäßigen Zeitabständen ausgestoßen werden und die Photosphäre des Sterns verdecken.

## Eigenschaften

### Spektrum
R-Coronae-Borealis-Sterne sind gelbe Überriesen der Spektralklasse F oder G mit absoluten Helligkeiten zwischen −3,5 und −5 MV bei einer effektiven Temperatur von 5.000 bis 7.000 K. Weiterhin wird eine extreme Unterhäufigkeit von Wasserstoff um einen Faktor 100 beobachtet (1 % im Gegensatz zu 90 % bei der Sonne, gemessen nach der Anzahl der Atome). Ihre Atmosphären bestehen zu 98 % aus Helium. Gegenüber der solaren Zusammensetzung stark angereichert sind Kohlenstoff, Natrium, Schwefel, Silizium, Stickstoff, Nickel und Elemente, die im s-Prozess gebildet werden. Auch die Isotopenverhältnisse vieler Elemente weichen erheblich von denen aller anderen Sternklassen ab. Einige RCB-Sterne zeigen Anzeichen von Lithium in ihren Atmosphären. Da Lithium durch thermonukleare Reaktionen bereits bei niedrigen Temperaturen zerstört wird, kann es erst vor kurzer Zeit synthetisiert worden sein.
RCB-Sterne sind Einzelsterne, und während der tiefen Minima treten keine grundsätzlichen Änderungen im Spektrum auf. Vor und am Anfang der Minima treten blauverschobene Absorptionslinien mit einer Geschwindigkeit von bis zu −400 km/s auf, die als stark beschleunigter Masseausstoß interpretiert werden. Diese Linien können über einen Zeitraum von drei Monaten nachgewiesen werden und werden als beschleunigter Staub interpretiert, der über Stöße auch das Gas beschleunigt. Während der Minima werden Emissionslinien sichtbar und verschwinden teilweise wieder. Dies spiegelt eine zeitliche Reihenfolge wider, bei der Emissionslinien umso später aus dem Spektrum verschwinden, je weiter ihr Ursprungsort vom Stern entfernt liegt.
Daneben gibt es noch eine kleine Gruppe von heißen R-Coronae-Borealis-Sternen, zu denen in der Milchstraße V348 Sgr, MV Sgr und DY Cen gehören. Ihre Spektren sind mit einem Massenanteil von unter vier Prozent ebenfalls wasserstoffarm, und sie zeigen ebenfalls einen Infrarotexzess aufgrund einer ausgedehnten Staubhülle, jedoch liegt ihre effektive Temperatur zwischen 15.000 und 20.000 K.
Extrem kühle RCB-Sterne mit einer effektiven Oberflächentemperatur von ca. 3500 K werden nach dem Prototyp DY Persei als DY-Persei-Sterne bezeichnet. Ihre Spektren sind ebenfalls wasserstoffarm und kohlenstoffreich, aber sie zeigen einen langsamen und symmetrischen Lichtwechsel. Die zirkumstellare Hülle der DY-Per-Sterne ist sowohl wärmer als auch lichtschwächer als bei den RCB-Sternen. Sie zeigen eine normale Häufigkeit des Kohlenstoffisotops C13, während eine starke Unterhäufigkeit oder vollständige Abwesenheit ein Kennzeichen der RCB-Sterne ist. Daneben sind DY-Per-Sterne nur ein Zehntel so leuchtkräftig wie normale RCB-Sterne. Daher könnte es sich auch um normale Kohlenstoffsterne handeln, die gelegentlich aufgrund eines Ausstoßes einer Staubwolke Minima durchlaufen, ohne in einer Entwicklungssequenz mit den R-Coronae-Borealis-Sternen zu stehen.

### Lichtwechsel
R Coronae Borealis-Sterne zeigen Helligkeitsabfälle von bis zu 8 mag. Dabei ist der Zeitpunkt eines Minimums ebenso wenig vorhersagbar wie seine Tiefe. Der Abfall aus dem Normallicht ist steil mit 3 bis 6 mag in 50 Tagen. Der folgende Anstieg kann ebenso schnell sein wie der Abfall oder auch erheblich langsamer, er kann mit neuen Helligkeitseinbrüchen überlagert sein. Der mittlere Abstand zwischen Minima beträgt ungefähr 1100 Tage. Während der Minima nimmt ein RCB-Stern eine rote Farbe an, was als Anzeichen für eine Extinktion gedeutet wird.
Im Normallicht zeigen alle R Coronae Borealis-Sterne zusätzlich halbregelmäßige Helligkeitsänderungen mit einer Amplitude von einigen Zehntel Magnitudine und Perioden zwischen 40 und 100 Tagen; im Infraroten, wo der Staub opak ist, kann diese halbregelmäßige Veränderlichkeit auch in den tiefen Minima beobachtet werden. In den meisten Fällen, wenn nicht allen, ist der halbregelmäßige Lichtwechsel eine Folge von Pulsationen.
Bei einigen RCB-Sternen wurde eine Korrelation zwischen der Phase des halbregelmäßigen Lichtwechsels und dem Beginn des tiefen Helligkeitsabfalls gefunden. Daher wird spekuliert, dass die Pulsationen den Ausstoß von Materie auslösen könnten.

#### Ursache der Veränderlichkeit
Ein Helligkeitsminimum des Sterns ist die Folge eines Ausstoßes von Materie, die in einiger Entfernung zu Staub kondensiert. Dieser verdeckt den Stern in unserer Sichtlinie. Diese Annahme wird unterstützt durch Messungen, die zeigen, dass die Polarisation zu Beginn der Minima zunimmt. Im weiteren Verlauf beschleunigt der Strahlungsdruck den Staub und transportiert ihn in den interstellaren Raum. Eine ausgestoßene Wolke umhüllt nicht den ganzen Stern, sondern überdeckt nur einen kleinen Raumwinkel. Daher ist die Variation der Helligkeit im Infraroten nicht mit den Minima im Optischen korreliert.
In welchem Abstand vom R-Coronae-Borealis-Stern der Staub kondensiert, ist offen; Beobachtungen legen eine Entfernung von nur zwei Sternradien nah, allerdings ist die Temperatur dort zu hoch für die Kondensation von Graphitteilchen. Zur Staubbildung geeignet sind die Bedingungen erst in 20 Sternradien.

### Vorkommen in Sternkatalogen
Der General Catalogue of Variable Stars listet aktuell lediglich knapp 50 Sterne mit dem Kürzel RCB, womit etwa 0,1 % aller Sterne in diesem Katalog zur Klasse der R-Coronae-Borealis-Sterne gezählt werden.

## Staub um R Coronae Borealis-Sterne
Etwa ein Drittel der optischen Strahlung wird vom zirkumstellaren Staub absorbiert und im Infraroten wieder emittiert. Die Infrarotstrahlung ist in erster Näherung die Strahlung zweier schwarzer Körper mit Temperaturen von 400 bis 900 Kelvin sowie von 30 bis 100 K. Während die wärmere Temperatur den Staubwolken zugeschrieben wird, die auch die tiefen Helligkeitsminima verursachen, liegt die kühlere Komponente in großem Abstand vom RCB-Stern; dabei könnte es sich um kondensierte Bestandteile vom Sternwind des Vorläufersterns handeln.
Da sich der Extinktionskoeffizient bei RCB-Sternen vom Extinktionskoeffizienten der interstellaren Materie unterscheidet, liegt eine andere Zusammensetzung vor. Vermutlich handelt es sich beim Staub der RCB-Sterne überwiegend um glasartige oder amorphe Graphitteilchen. Laut polarimetrischen Messungen beim Prototyp R CrB liegt der Staub verteilt in drei Komponenten vor:
- in einem diffusen Halo
- in Wolken, die bis zu ihrer Auflösung eine Lebensdauer von einigen Jahrzehnten haben können
- in kleinen Wolkenfetzen.

Die Wolken haben keine bevorzugte Richtung und sind zufällig um den Stern verteilt. In ihnen können aufgrund der höheren Dichte Graphitteilchen mit einem größeren Durchmesser heranwachsen als im Halo, wo bei der Staubbildung Moleküle aus dem Sternwind kondensieren.
Weiterhin sind im infraroten Spektrum bei DY Cen und V854 Cen polyzyklische aromatische Kohlenwasserstoffe sowie einfache Buckminster-Fullerene (C60) nachgewiesen worden.

## Entwicklung
R Coronae Borealis-Sterne sind selten. Trotz einer hohen Entdeckungswahrscheinlichkeit aufgrund der großen Amplitude des Lichtwechsels sind nur etwa 100 RCBs bekannt, und in der gesamten Milchstraße dürfte ihre Anzahl weniger als 1000 betragen. Sie stellen daher entweder einen seltenen Ablauf in der Sternentwicklung dar, oder diese Phase ist sehr kurzlebig. Weiterhin sind sie alt und von einer im Infraroten nachweisbaren Staubhülle umgeben. Diese muss 100.000 Jahre vor dem RCB-Stadium abgestoßen worden sein. Aus den Pulsationen wurde auf eine Masse von 0,7 bis 0,8 Sonnenmassen geschlossen.
Zur Entstehung der R Coronae Borealis-Sterne werden vier Hypothesen diskutiert:
- Beim finalen Heliumblitz handelt es sich um das letzte Aufbäumen eines einzelnen weißen Zwerges vor dem endgültigen Abkühlen. Demnach zündet die heliumreiche Schicht des weißen Zwerges noch einmal, und die äußere Hülle bläht sich auf. Dieser auch als später thermischer Puls bezeichnete Vorgang wurde bereits mehrfach bei V605 Aquilae, FG Sagittae und V4334 Sagittarii (Sakurais Objekt) beobachtet. Diese Sterne zeigten aber nur kurzfristig Staubminima und haben sich (noch) nicht in einen RCB-Stern entwickelt.
- Der Überriese entsteht beim Verschmelzen zweier weißer Zwerge eines ehemaligen Doppelsternsystems, eines Helium- und eines Kohlenstoff-Sauerstoff-Weißen Zwerges. Vorher haben sich die beiden weißen Zwerge unter Abstrahlung von Gravitationswellen angenähert. Der massenärmere Stern ist zerrissen worden, ein Teil von ihm dient als Brennmaterial für eine heliumbrennende Schicht; der andere Teil des zerrissenen Begleiters bildet die Hülle des Überriesen. Diese Hypothese wird unterstützt durch die Häufigkeit von 18O und Fluor in den Atmosphären von RCB-Sternen.[10]

Ein solches enges Paar zweier Weißer Zwerge, dass innerhalb der Hubble-Zeit zu einem Überriesen verschmelzen kann, entsteht, wenn zweimal eine Common-Envelope-Phase durchlaufen wird. Hierbei zieht jeweils der Begleitstern innerhalb der Atmosphäre eines entwickelten Roten Riesen seine Bahn. Durch die dabei auftretende Reibung wird effektiv Bewegungsenergie abgebaut.
- Verschmelzen zwei Helium-Weiße Zwerge, so sollte zunächst ein sdO-Unterzwerg entstehen. Simulationsrechnungen zeigen, dass es bei einigen der so entstandenen massereichen Unterzwerge zu einem Heliumbrennen in einer Hülle um den Kern kommt und der Stern sich in der Folge in einen Riesen des Spektraltyps B, A oder F entwickelt. Die chemische Zusammensetzung dieser so entstandenen Riesen entspricht der von R-Coronae-Borealis-Sternen und anderer extremer Heliumsterne.

Dieser Entstehungsprozess ist nur für einige RCBs geringer Leuchtkraft relevant, bei denen Lithium gefunden wurde. Er liefert hierfür die Erklärung, dass es sich bei der Verschmelzung aus 3He gebildet haben könnte.
- DY Cen ist ein Doppelsternsystem mit einer Umlaufdauer von 39,6 Tagen und einer hohen Bahnexzentrizität. Die Emissionslinien im Spektrum werden als Anzeichen eines anhaltenden Massentransfers auf den RCB-Stern interpretiert. DY Cen könnte ein Beispiel für ein Common-Envelope-System sein, in dem die beiden Sterne des Doppelsternsystems in einer gemeinsamen Hülle ihre Bahnen ziehen. Allerdings verfügt DY Cen über einen ungewöhnlich hohen Anteil an Wasserstoff und ist damit kein typischer RCB-Stern.[13]

## Extreme Helium-Sterne
Extreme Helium-Sterne (EHe) teilen viele Gemeinsamkeiten mit den R-Coronae-Borealis-Sternen. Ihnen fehlt jedoch der halbregelmäßige Lichtwechsel, die tiefen Minima und ein Infrarotexzess durch ausgestoßene Kohlenstoff-Wolken. Ihre Temperaturen liegen mit 9.000 bis 35.000 K höher als bei den RCBs. Weiterhin haben die EHe einen im Mittel um den Faktor 10 niedrigeren Anteil an Wasserstoff in ihren Atmosphären. Vermutlich sind EHe die Nachfolger der RCBs und entwickeln sich nach dem Verlust ihrer Atmosphäre weiter zu weißen Zwergen.
Dagegen entsprechen wasserstoffarme Kohlenstoffsterne (HdC nach dem englischen Begriff hydrogen deficient carbon stars) in ihrer chemischen Zusammensetzung bei meist tieferen Temperaturen eher den RCBs. Wie die extremen Helium-Sterne zeigen sie keine tiefen Minima.

## Staubinduzierte Minima bei anderen Veränderlichen Sternen
Minima, die durch Staubwolken in der Sichtlinie erzeugt sind, werden neben den R Coronae Borealis-Sternen bei folgenden Sternklassen beobachtet:
- Population I WC9-Sterne
- Symbiotische Sterne
- einige Zentralsterne planetarischer Nebel wie V651 Mon
- Als Folge eines späten thermischen Pulses kann eine stark mit Kohlenstoff angereicherte Atmosphäre entstehen wie bei Sakurais Objekt, FG Sge und V605 Aql
- möglicherweise bei AGB-Sternen mit langen sekundären Perioden.

Bei diesen Sternklassen sind entweder Pulsationen wie bei den R-Coronae-Borealis-Sternen oder Wind-Wind-Kollisionen in Doppelsternsystemen die Ursache für die Kondensation von Staub.

## Bekannte R Coronae Borealis-Sterne
- R CrB
- RY Sgr
- SU Tau
- Z UMi